# Besleria longipes
Besleria longipes är en tvåhjärtbladig växtart som beskrevs av Ignatz Urban. Besleria longipes ingår i släktet Besleria och familjen Gesneriaceae. Inga underarter finns listade i Catalogue of Life.